# Luciano Da Silva
Luciano José Pereira da Silva (Rio Branco, 16 maart 1980), voetbalnaam Luciano, is een Braziliaans voormalig doelman in het betaald voetbal.

## Germinal Beerschot
Luciano begon in 1994 bij CR Vasco da Gama. In 1995 verhuisde hij naar Tombense FC, ook een Braziliaanse ploeg. Hij bleef daar tot Germinal Beerschot hem in 2000 kocht. Zijn grootste sportieve succes in deze periode was de bekerwinst met Germinal Beerschot in het seizoen 2004-2005. Luciano was al jarenlang onbetwistbare nummer 1 (voor Bram Verbist). Totdat hij een week voor de bekerfinale geblesseerd raakte in een wedstrijd tegen KSK Beveren. Uiteindelijk werd hij met politiebegeleiding (samen met clubdokter Goossens) naar het stadion begeleid, zodat hij alsnog kon spelen, mét gebroken ribben en een inspuiting. G.Beerschot versloeg op de Heizel met 2-1 Club Brugge, en bracht zo zijn eerste prijs naar Antwerpen, sinds de fusie. In het seizoen 2005-2006 werd Luciano verkozen tot Gouden Rat, een prijs die wordt toegekend door de supporters aan beste clubspeler van het seizoen. Op zijn 27ste verjaardag zwaaiden Germinal Beerschotsupporters met 200 Braziliaanse vlaggen op de tribune en na affluiten ontrolde zich een spandoek met de tekst "Luciano, forever in our heart!". Tijdens de wedstrijd werd er meerdere malen Happy birthday to you gezongen door de circa 10.000 supporters. Na de wedstrijd barstte hij in tranen uit.

## FC Groningen
Hij verruilde in 2007 Germinal Beerschot voor FC Groningen. Luciano tekende een contract voor drie jaar met een optie op nog eens twee jaar. Die optie werd in 2010 gelicht, maar in augustus van dat jaar kwamen FC Groningen en Luciano overeen zijn verbintenis niet tot 2012, maar tot 2014 te verlengen. In het seizoen 2008/2009 kreeg Luciano de kans van trainer Ron Jans om zich te bewijzen in zijn eredivisiedebuut in Arnhem tegen Vitesse (4-0 voor FC Groningen). Hij won in dit seizoen de Zilveren Schoen, achter Gouden Schoen-winnaar Mounir El Hamdaoui en voor Bronzen Schoen-winnaar Eljero Elia. Luciano speelde op maandag 25 januari 2010 mee in een benefietwedstrijd ten behoeve van Unicef tussen de sterrenteams van Ronaldo en Zinédine Zidane. De Braziliaan maakte deel uit van de brigade van zijn landgenoot Ronaldo. In augustus 2010 verlengde hij zijn contract tot aan de zomer van 2014. In augustus 2011 wordt Luciano gepasseerd door trainer Pieter Huistra, wat betekent dat hij in het seizoen 2011-2012 tweede keeper zal zijn. Brian van Loo ging zijn plek als eerste keeper innemen. Van Loo kan beter om met de centrale verdedigers volgens Huistra. Op 9 december 2011 werd bekend dat Huistra besloten had om Luciano weer als eerste keeper op te stellen. In het seizoen 2012/2013 maakte hij onder Robert Maaskant weinig speelminuten, omdat na de winterstop gekozen werd voor Marco Bizot als eerste doelman. Het seizoen 2013/2014 was hij opnieuw tweede keuze achter Bizot.
Op 14 februari 2014 besloten FC Groningen en Luciano da Silva in onderling overleg het medio 2014 aflopende contract van de doelman met onmiddellijke ingang te ontbinden. De 33-jarige Braziliaan keerde terug naar zijn vaderland om daar een knieoperatie te ondergaan.

## Erelijst
- Gouden Rat - seizoen 2005/06
- Zilveren schoen - seizoen 2008/09

## Clubstatistieken[4]
| seizoen                        | club               | land               | competitie     | duels | goals |
| ------------------------------ | ------------------ | ------------------ | -------------- | ----- | ----- |
| 2000/01                        | Germinal Beerschot | Vlag van België    | Jupiler League | 18    | 0     |
| 2001/02                        | Germinal Beerschot | Vlag van België    | Jupiler League | 24    | 0     |
| 2002/03                        | Germinal Beerschot | Vlag van België    | Jupiler League | 12    | 0     |
| 2003/04                        | Germinal Beerschot | Vlag van België    | Jupiler League | 32    | 0     |
| 2004/05                        | Germinal Beerschot | Vlag van België    | Jupiler League | 31    | 0     |
| 2005/06                        | Germinal Beerschot | Vlag van België    | Jupiler League | 30    | 0     |
| 2006/07                        | Germinal Beerschot | Vlag van België    | Jupiler League | 34    | 0     |
| 2007/08                        | FC Groningen       | Vlag van Nederland | Eredivisie     | 0     | 0     |
| 2008/09                        | FC Groningen       | Vlag van Nederland | Eredivisie     | 33    | 0     |
| 2009/10                        | FC Groningen       | Vlag van Nederland | Eredivisie     | 20    | 0     |
| 2010/11                        | FC Groningen       | Vlag van Nederland | Eredivisie     | 30    | 0     |
| 2011/12                        | FC Groningen       | Vlag van Nederland | Eredivisie     | 19    | 0     |
| 2012/13                        | FC Groningen       | Vlag van Nederland | Eredivisie     | 19    | 0     |
| 2013/14                        | FC Groningen       | Vlag van Nederland | Eredivisie     | 0     | 0     |
| Totaal                         | Totaal             | Totaal             | Totaal         | 302   | 0     |
| Laatst bijgewerkt: 1 juli 2014 |                    |                    |                |       |       |